# 天津老城
天津卫于明永乐二年十一月二十一日（1404年12月23日）正式筑城。弘治年间（1493年），山东兵备副使刘福在天津老城正中心处建造鼓楼。清朝光绪二十七年（1901年），天津城墙由八国联军组成的天津都统衙门下令拆除。中华人民共和国成立后，天津老城的一些历史遗迹还有一些保留。2003年，天津市人民政府对天津老城厢进行整体拆迁，天津老城在这次拆迁中几乎被夷为平地。目前天津老城地区只存留下来天津文庙、广东会馆等少数历史建筑，其他均建成仿古商业街、购物中心或者商品房。2011年，天津市规划局将这里纳入历史文化街区规划，定名老城厢历史文化街区。

## 历史

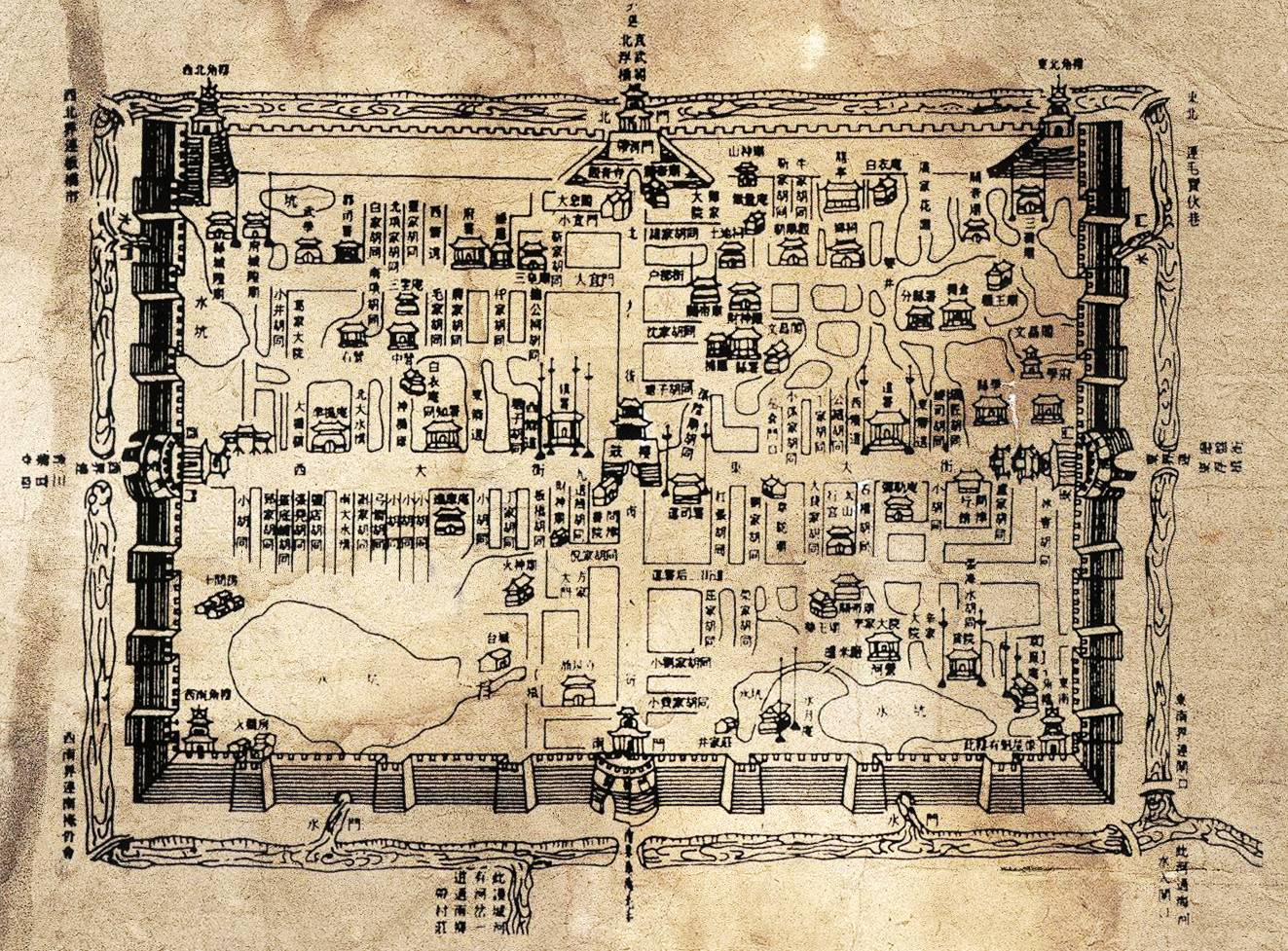
天津老城地图

明朝永樂二年十一月二十一日（1404年12月23日），明军在直沽寨设卫筑城，天津衛城督修官張思恭、主修官陳瑄，初为夯筑土垣。当时，明成祖赐名天津卫并下令设立天津卫、天津左卫、天津右卫，在当时统称“三卫”。“卫”是明朝的军事建制，由指挥使统领，直隶于后军都督府。每卫士兵足额5600人，天津三卫士兵定额16800人，以拱卫将建立的京师和维持当地的安全，同时命工部在此“筑城浚池”。卫的建制虽没有行政职权，但有一定的土地(城堡及屯田)、数量较多的民众(屯田的军士及军属)和政事(军政及屯政)。
弘治五年（1493年），山东兵备副使刘福在天津老城正中心的十字街建造鼓楼。弘治六年至七年间重修。当时的天津城池平面为矩形，东西长1570米，南北宽900米，总面积为1.55平方公里。天津老城城墙四面设有四座门楼，东南西北分别为“镇东”、“定南”、“安西”和“拱北”。此后从清朝顺治至嘉庆的一百四十余年间，天津老城的城墙重修多达十二余次。光绪二十六年六月十八日（1900年7月14日），八国联军攻陷天津老城，天津老城沦陷。光绪二十七年（1901年），由八国联军组成的天津都统衙门下令拆除城墙，改筑环行马路，墙基残存在地面以下。自此，天津城垣不复存在。1921年，天津鼓楼拆除重建。1952年，因修路原因，拆除天津鼓楼。2001年9月28日，新天津鼓楼竣工。2003年，天津市人民政府对天津老城厢进行整体拆迁，天津老城在这次拆迁中几乎被夷为平地。目前天津老城地区只存留下来天津文庙、广东会馆等少数历史建筑，其他均建成商业街、购物中心或者商品房。

## 鼓楼

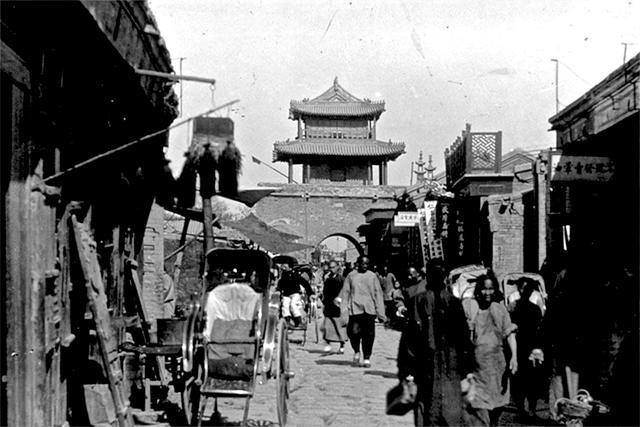
20世纪初的天津鼓楼

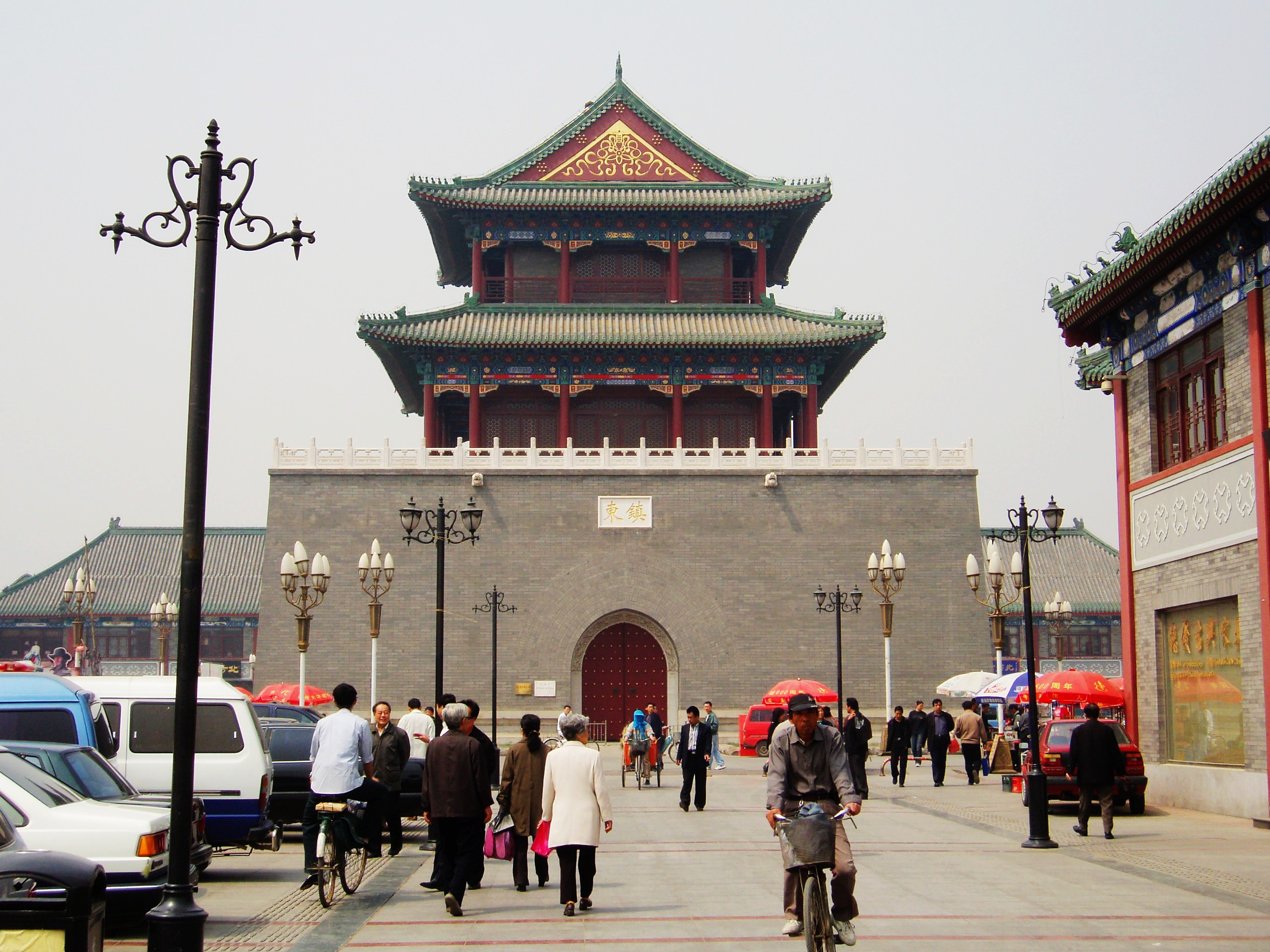
天津鼓楼

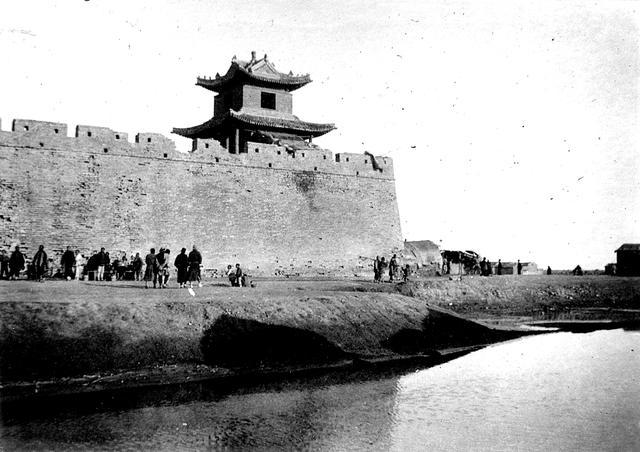
天津城墙角楼

明朝弘治年间（1493年），山东兵备副使刘福在天津老城正中心处建造鼓楼。当时天津鼓楼为三层砖城木楼，楼基为砖砌方形城墩台，楼的四面设有拱形穿心门洞，对应着天津老城东西南北四座城门。鼓楼顶部为木结构重层歇山式顶，内悬唐宋制式铁铸大钟。大钟早晚共敲108响。清朝天津诗人梅小树在鼓楼中撰写了一副抱柱联：“高敞快登临，看七十二沽往来帆影；繁华谁唤醒，听一百八杵早晚钟声”。1921年，民国政府重建鼓楼，天津书法家华世奎书“镇东、安西、定南、拱北”，镌于鼓楼四门。中华人民共和国成立后，1952年11月7日，天津鼓楼被拆除。1994年，天津老城厢地区改造。2000年11月25日，地处老城厢中心的天津鼓楼开工重建。2001年9月28日，新天津鼓楼建成。新鼓楼高27米，占地27平米，为钢混结构的砖城木楼，底部设有须弥基座，主体木楼为明清木作大式，外设殿式旋子彩画，灰色简瓦，绿琉璃券边，汉白玉栏杆，斗拱和飞檐。顶部为重檐歇山屋顶。砖城四面为明式七券七伏锅底券拱门，四座拱门的上方的汉白玉城门石上恢复原有镇东、安西、定南、拱北字样。

## 原有胡同

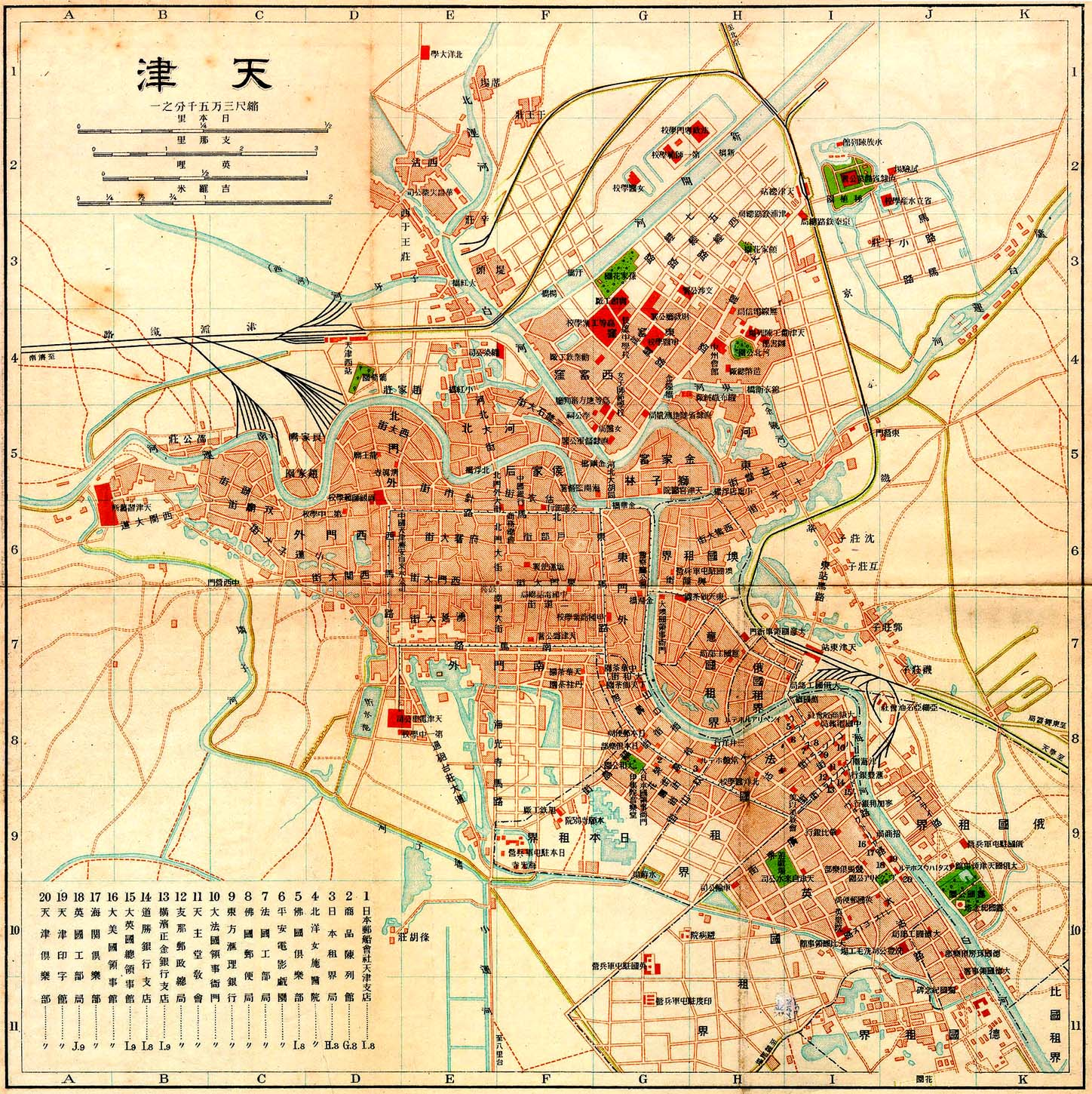
在1913年的天津地图中，居于正中的矩形地区为原天津老城

| - 冰窑胡同     |
| - 孙家胡同     |
| - 县属大墙胡同 |
| - 板桥胡同     |
| - 耳朵眼胡同   |
| - 大树胡同     |
| - 水沟胡同     |
| - 白房子胡同   |
| - 摆渡口胡同   |

| - 桥口胡同 |
| - 窝棚胡同 |
| - 六尺胡同 |
| - 一丈胡同 |
| - 百米胡同 |
| - 袜子胡同 |
| - 裤裆胡同 |
| - 十字胡同 |
| - 两叉胡同 |

| - 丁字胡同   |
| - 葫芦罐胡同 |
| - 弯尺胡同   |
| - 口袋胡同   |
| - 篓子胡同   |
| - 磨盘胡同   |
| - 长项胡同   |
| - 环形胡同   |
| - 盘香胡同   |

| - 线拐胡同   |
| - 三道弯胡同 |
| - 五道弯胡同 |
| - 六道弯胡同 |
| - 九道弯胡同 |
| - 九曲胡同   |
| - 大唐家胡同 |

## 交通
- 天津轨道交通
  - 一号线：西南角站、西北角站
  - 二号线：西南角站、鼓楼站、东南角站
  - 四号线：东南角站

## 参看
- 北京城池